# Abtei Sainte-Marie (Arles-sur-Tech)

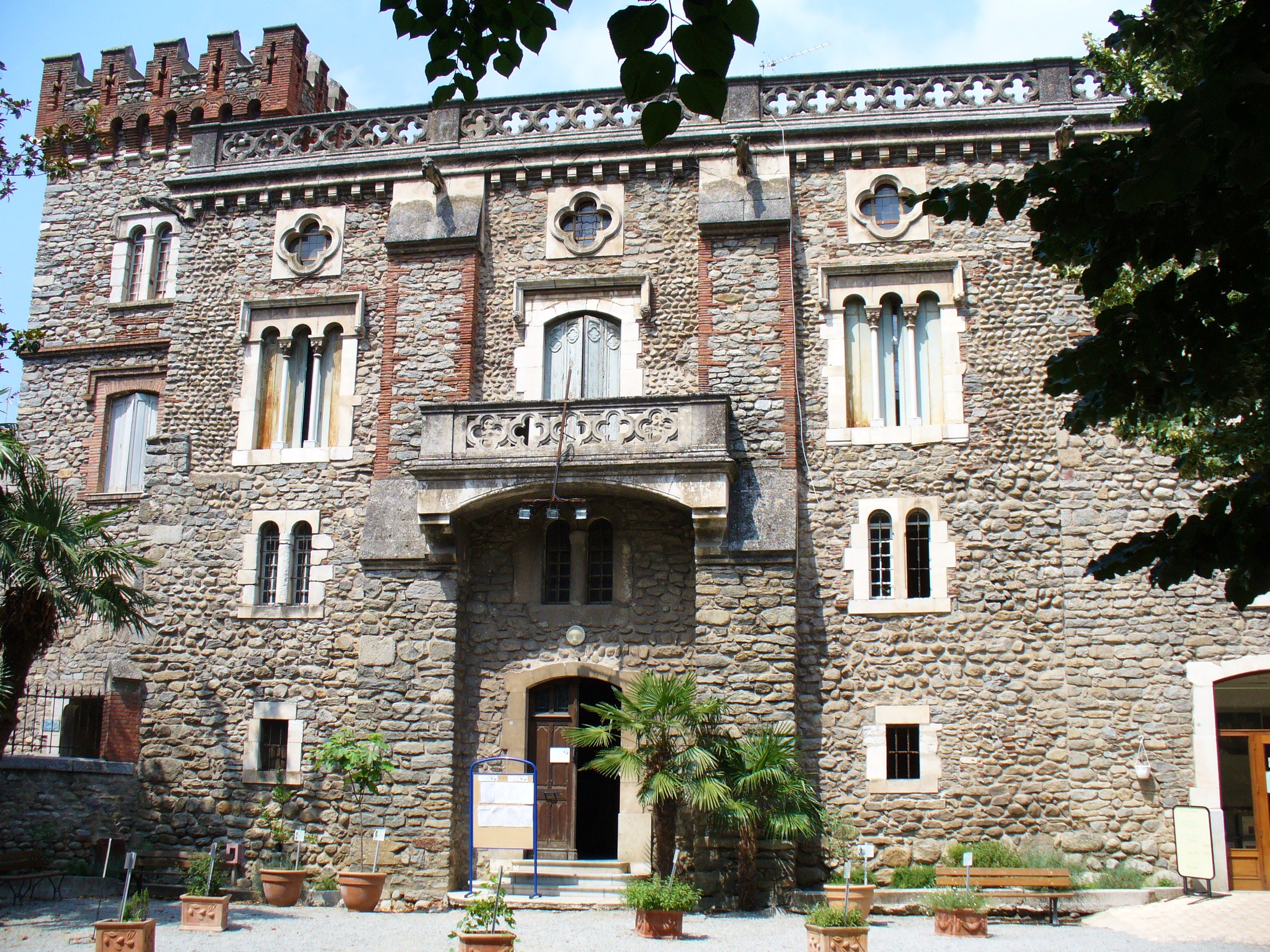
Die Abtei Sainte-Marie in Arles-sur-Tech

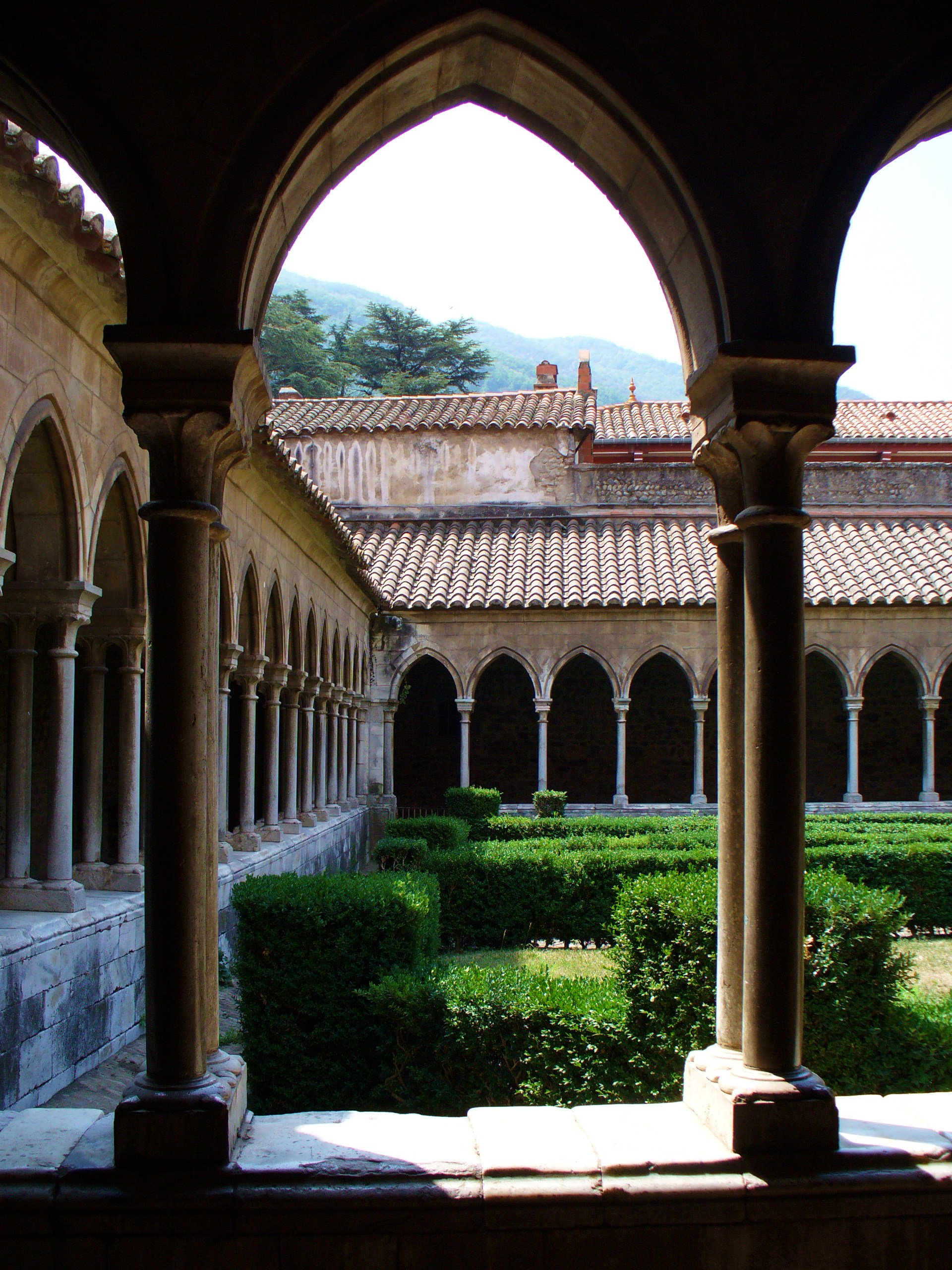
Die Arkaden im Kreuzgang der Abtei Sainte-Marie

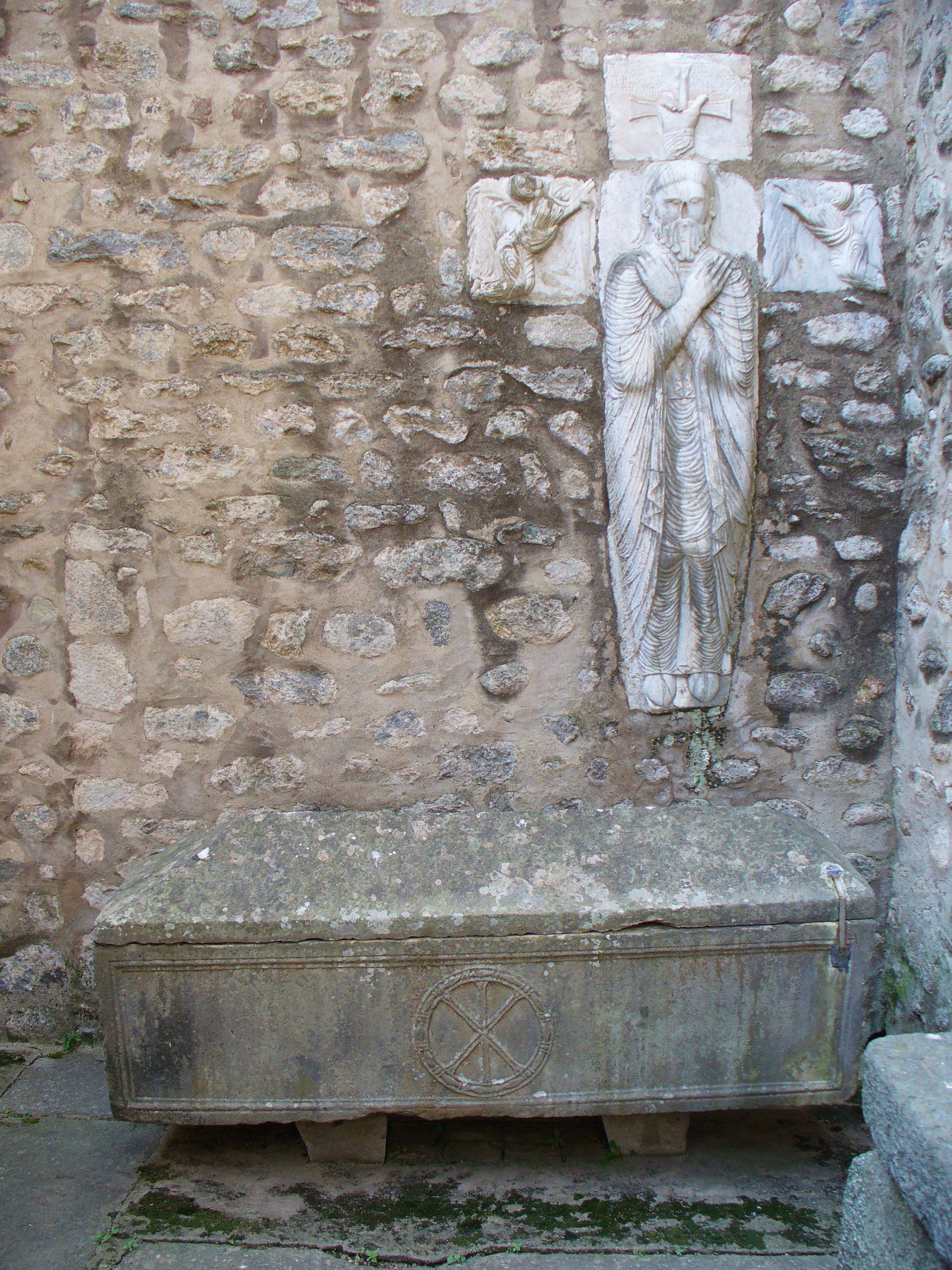
Die heilige Grabstätte in der Abtei Sainte-Marie

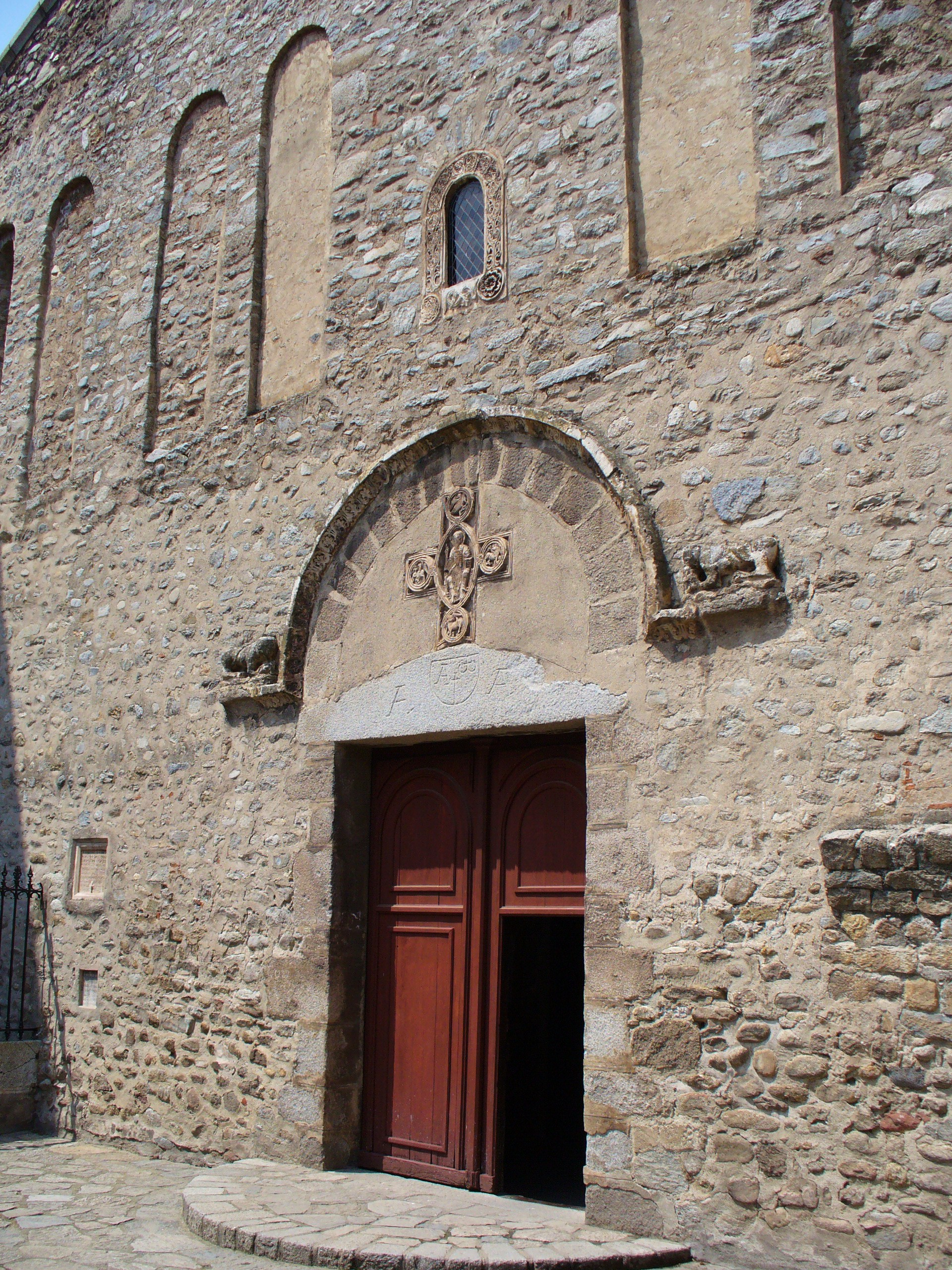
Das Ostportal der Abteikirche Sainte-Marie

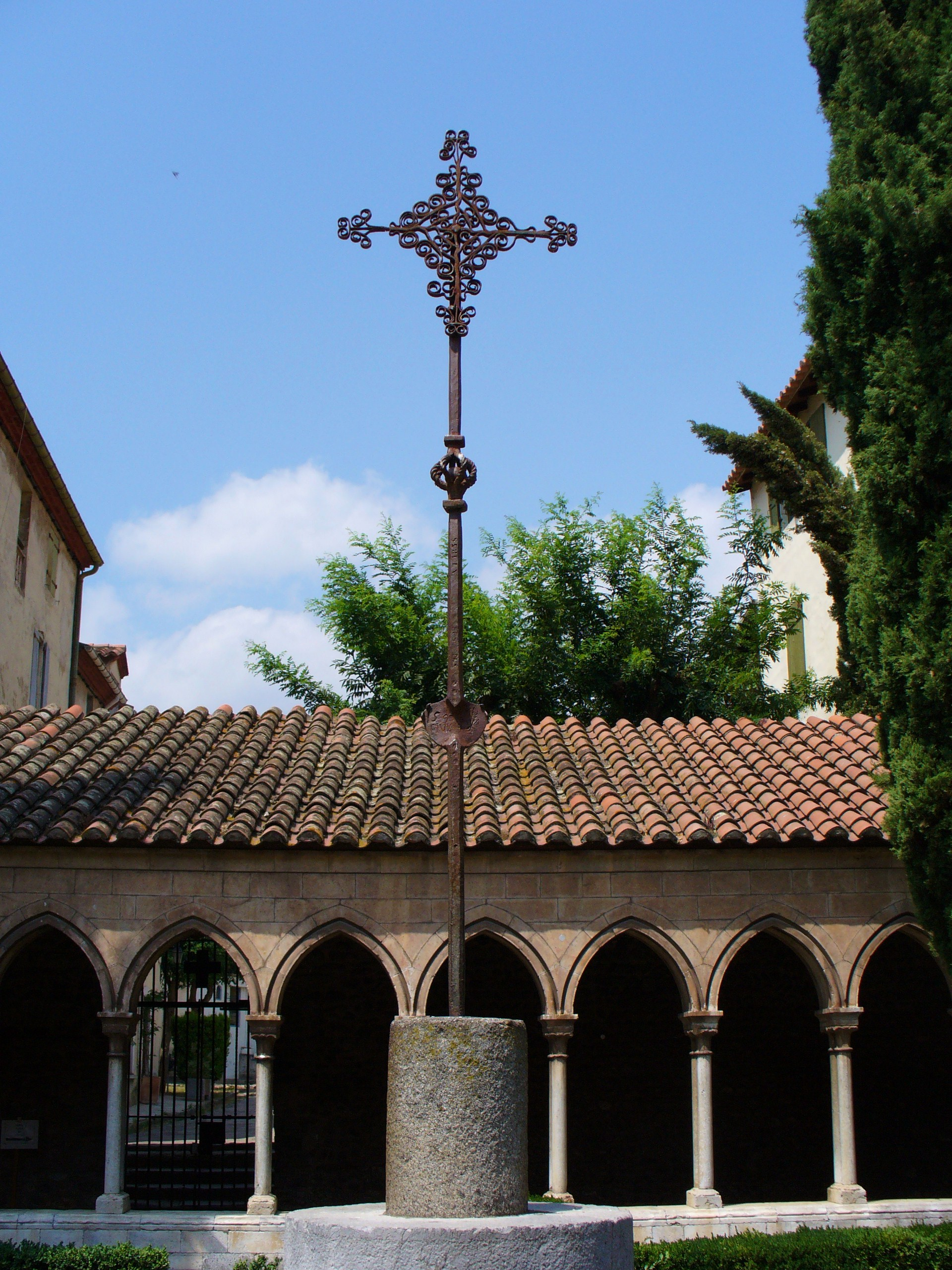
Das Kreuz des Korns (La Creu del Gra)

Die Abtei Sainte-Marie (auch Sainte-Marie-de-Vallespir, katalanisch Abadia de Santa Maria d’Arles) befindet sich in der südfranzösischen Gemeinde Arles-sur-Tech in der Region Okzitanien im Département Pyrénées-Orientales.

## Geschichte
Die Benediktinerabtei wurde 778 von Castellanus, einem spanischen Mönch, unter dem Schutz Karls des Großen gegründet. Als erste Klostergebäude dienten die Ruinen der römischen Thermen von Amélie-les-Bains-Palalda. Um mehr Schutz vor Überfällen und Plünderungen (vor allem durch die Normannen) zu erhalten, wurde der Standort im 9. Jahrhundert unter Leitung des Abtes Sunifred, einem Mitglied der katalanischen Grafenfamilie, zum heutigen Standort verlegt.
Im 11. Jahrhundert wird die Abtei um eine Befestigungsanlage mit vier Türmen erweitert.
Unter dem Schutz der Grafen von Barcelona und später des Königs von Aragonien erlebte die Abtei einen bemerkenswerten Aufschwung, worauf ein steter Verfall folgte.
Zur Zeit der französischen Revolution im Jahr 1789 verließen die letzten sechs Mönche das Kloster. Die Abteikirche wurde auf Wunsch der Bevölkerung zur Gemeindekirche. Weitere Besitztümer und Nebengebäude der Abtei wurden verkauft.
Heute sind frühromanische, romanische, gotische und barocke Einflüsse an den Gebäuden der Abtei erkennbar.

## Abteikirche
Die dreischiffige Abteikirche wurde im Jahr 1046 geweiht.
Eine Besonderheit ist die Ausrichtung der Kirche nach Westen. Dort entwickelte sich mit drei Apsiden eine Art Gegen-Sanktuarium. Oberhalb des im Osten gelegenen Portals befindet sich eine dem heiligen Michael und den Erzengeln geweihte Kapelle mit Fresken des 12. Jahrhunderts.
Die ursprünglich mit einem hölzernen Dachstuhl erbaute Kirche erhielt im 12. Jahrhundert ein Spitzbogengewölbe. Nach dessen Fertigstellung wurde die Kirche 1157 zum zweiten Mal geweiht. Aus dieser Zeit datiert der heutige Zustand.

## Kapellen
Eingelassen in die Außenwände der Abteikirche befinden sich zahlreiche Kapellen zur Anbetung und Verehrung von Heiligen.

### Kapelle der heiligen Abdon und Sennen
Der Altar in der Kapelle aus dem Jahr 1647 ist das Werk des Bildhauers Llàtzer Tremullas, der im Roussillon viele große Altäre schuf. Die Relieftafeln des Altars veranschaulichen die Leiden der beiden persischen Märtyrer Abdon und Sennen.

### Rosenkranzkapelle
In der Kapelle befindet sich der Altar des heiligen Petrus aus dem 18. Jahrhundert, der ursprünglich für die südliche Chorkapelle vorgesehen war, ein Taufstein aus dem 12. Jahrhundert und ein Wandgemälde aus dem 14. Jahrhundert.

### Nördliche Chorkapelle
In der nördlichen Chorkapelle ist der Christusaltar untergebracht, ein barocker Altar des 18. Jahrhunderts mit einem Baldachin. Das Kruzifix in der Kapelle findet seit dem 18. Jahrhundert für die nächtliche Karfreitagsprozession Verwendung.

### Südliche Chorkapelle
Ursprünglich war die Kapelle dem Heiligen Petrus gewidmet. Heute sind Darstellungen des heiligen Grabes, der leidenden Gottesmutter, des Kreuzes Christi mit den Passionswerkzeugen und des gedemütigten Jesus Christus zu finden.

### Kapelle des heiligen Benedikt
Die Kapelle wurde dem Heiligen Benedikt, dem Gründer des Benediktinerordens geweiht.
Auf dem Altar aus dem Jahr 1644 befindet sich mittig eine Skulptur des Heiligen Benedikt, flankiert von den Heiligen Stephanus und Isidor von Sevilla.
Die Predella zeigt eine Einkleidungsfeier der Novizen des Benediktinerordens.

### Kapelle des heiligen Antonius
Auf dem Altar aus dem Jahr 1743 befindet sich mittig eine Skulptur des Heiligen Antonius, flankiert von den Heiligen Sebastian und Rochus von Montpellier, beides Schutzheilige gegen die Pest. Die Predella zeigt die Heilige Magdalena. Schlussstein und Konsolen der Kapelle sind verziert mit den Werkzeugen des Abtes Jakob, dem Erbauer der südlichen Chorkapelle.

### Kapelle des heiligen Joseph
Auf dem Altar aus dem 13. Jahrhundert befindet sich mittig eine Skulptur des Heiligen Joseph, flankiert von den Heiligen Cosmas und Damian. Die Zwillingsbrüder Cosmas und Damian waren Ärzte und Märtyrer, die Kranke unentgeltlich behandelten. Die Predella zeigt den Heiligen Georg, der zu den 14 Nothelfern zählt und auch Schutzpatron Kataloniens ist.

## Kreuzgang
Der gegenwärtige Kreuzgang wurde zur Zeit des Abtes Ramon Desbac (1261–1303) aus weißem Céret-Marmor und Gestein aus der Provinz Girona erbaut.
Der gotische Spitzbogen findet sich in den Arkadenbögen, getragen von schlanken, zweifach ausgeführten Säulen, ebenso wieder, wie auch im Portal und den beiden mit Maßwerk versehenen Fenstern zum Kapitelsaal an der Ostseite des Kreuzgangs.
Ein Meisterwerk katalanischer Schmiedekunst des 16. Jahrhunderts, das Kreuz des Korns (La Creu del Gra), das ursprünglich am Ortseingang von Arles-sur-Tech stand, befindet sich heute im Zentrum des Kreuzgangs. Der Name des Kreuzes erklärt sich durch die im Schaft eingearbeitete Eisenkugel.

## Ostfassade
Das Portal der Ostfassade besitzt einen Granit-Sturz, der vermutlich von einer Vorgängerkirche aus dem 9. Jahrhundert stammt.
Unter einem bogenförmigen Gesims – ein früher Vorläufer der späteren Tympana – mit floralen Ornamenten und je einem Löwen an den Endpunkten befindet sich eine Reliefdarstellung der Majestas Domini aus dem 11. Jahrhundert, Christus auf dem Thron in einer Mandorla, umgeben von den vier Evangelistensymbolen.

## Die heilige Grabstätte
Im Außenbereich vor der Ostfassade befindet sich ein frühchristlicher Steinsarkophag des 4. Jahrhunderts, der nach der örtlichen Überlieferung gemeinsam mit den Reliquien der heiligen Märtyrer Abdon und Sennen vor über 1.000 Jahren in Arles-sur-Tech eintraf. Die diesbezüglichen Berichte stammen aus dem 10. Jahrhundert.
Der Sarkophag soll sich, so wird in einem Dokument aus dem Jahr 1591 berichtet, auf mysteriöse Weise mit Wasser füllen.
Im Mauerwerk über dem Sarkophag ist eine Marmorplatte mit der Reliefdarstellung des Lehnsherren von Tallet, Wilhelm Gaucelm, eingelassen. Die Skulptur aus dem ersten Jahrzehnt des 13. Jahrhunderts wird dem Bildhauer Ramon von Bianya zugeschrieben.

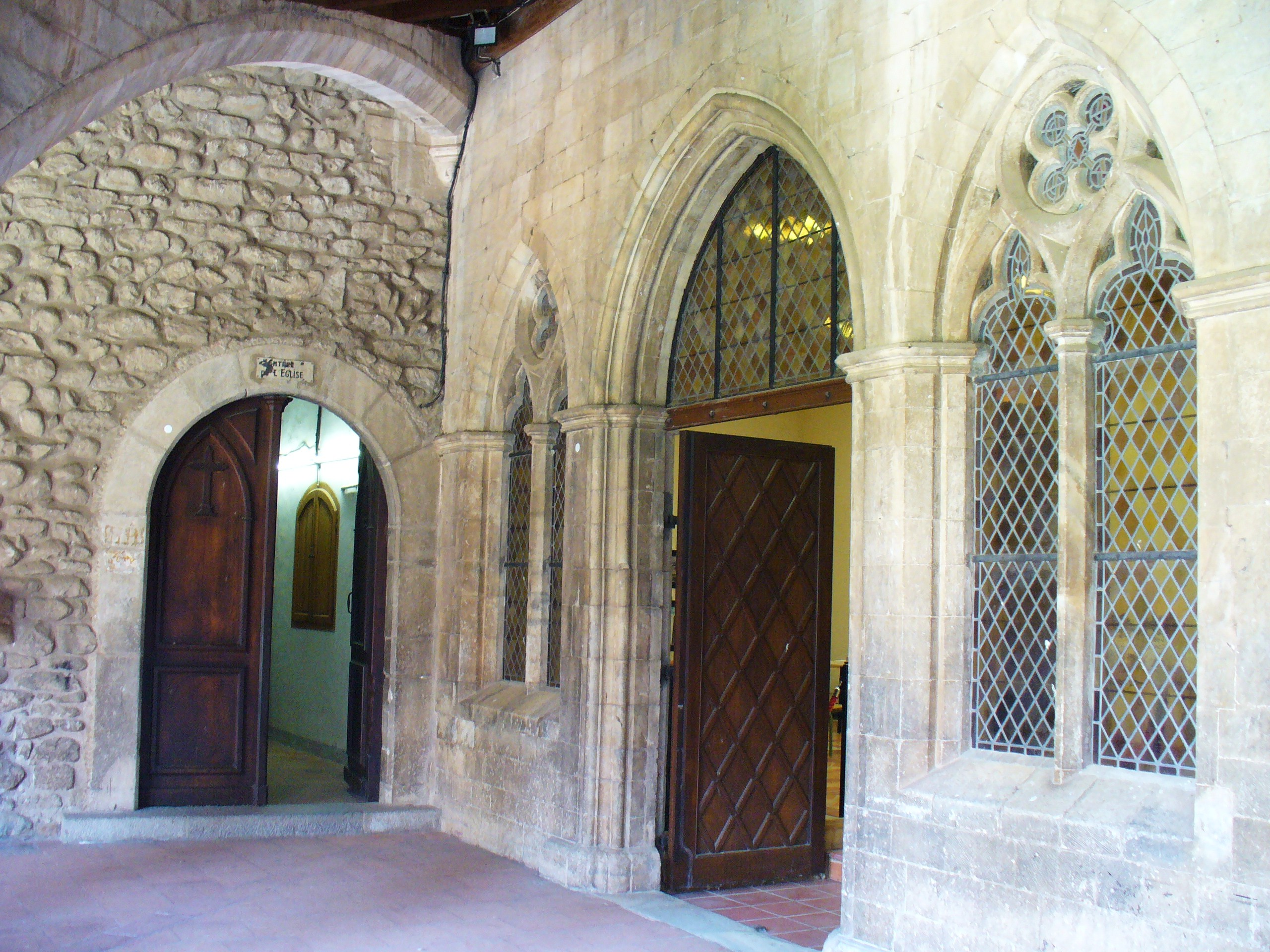
Das Portal des Kapitelsaals
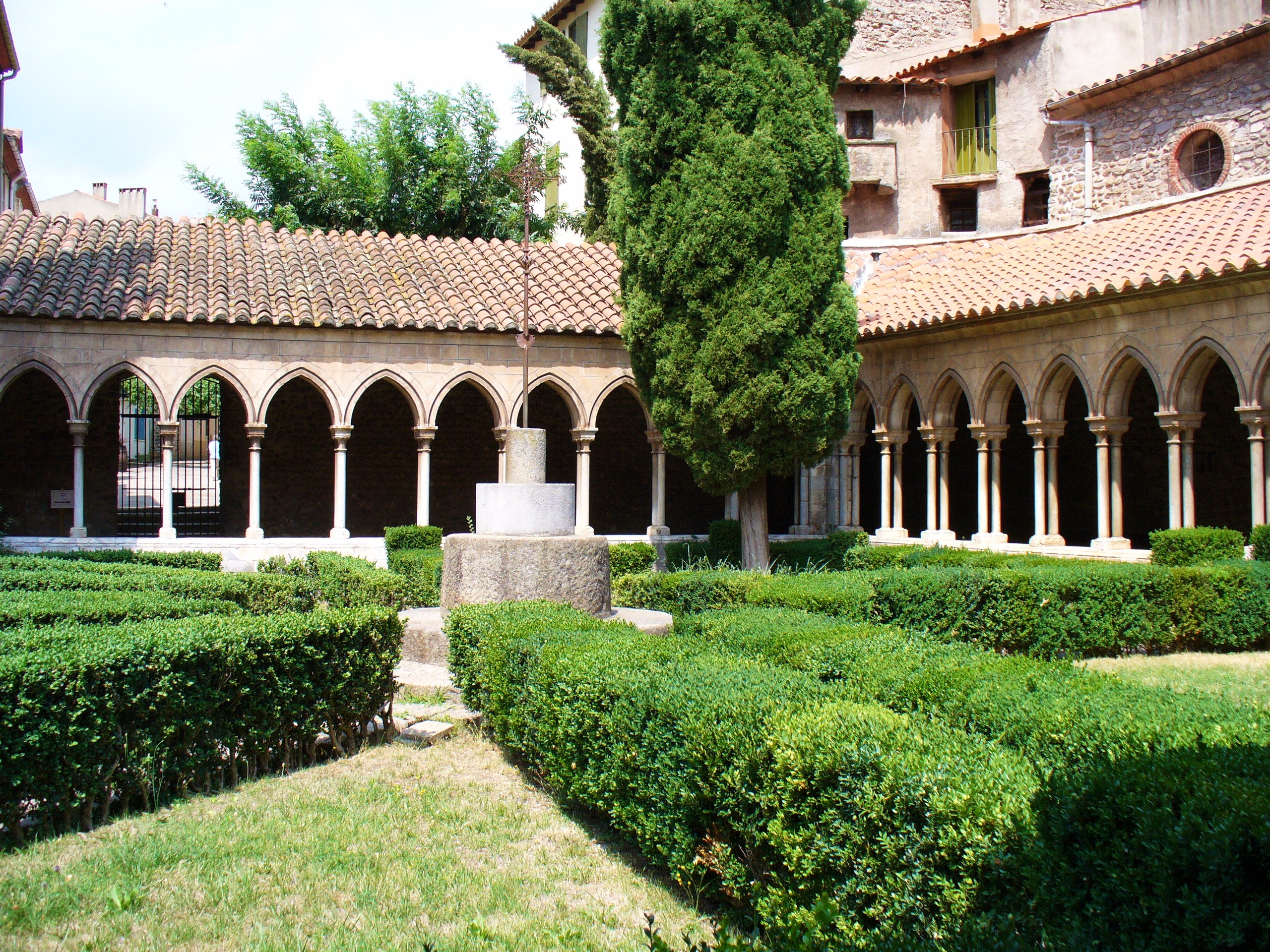
Der Kreuzgang der Abtei
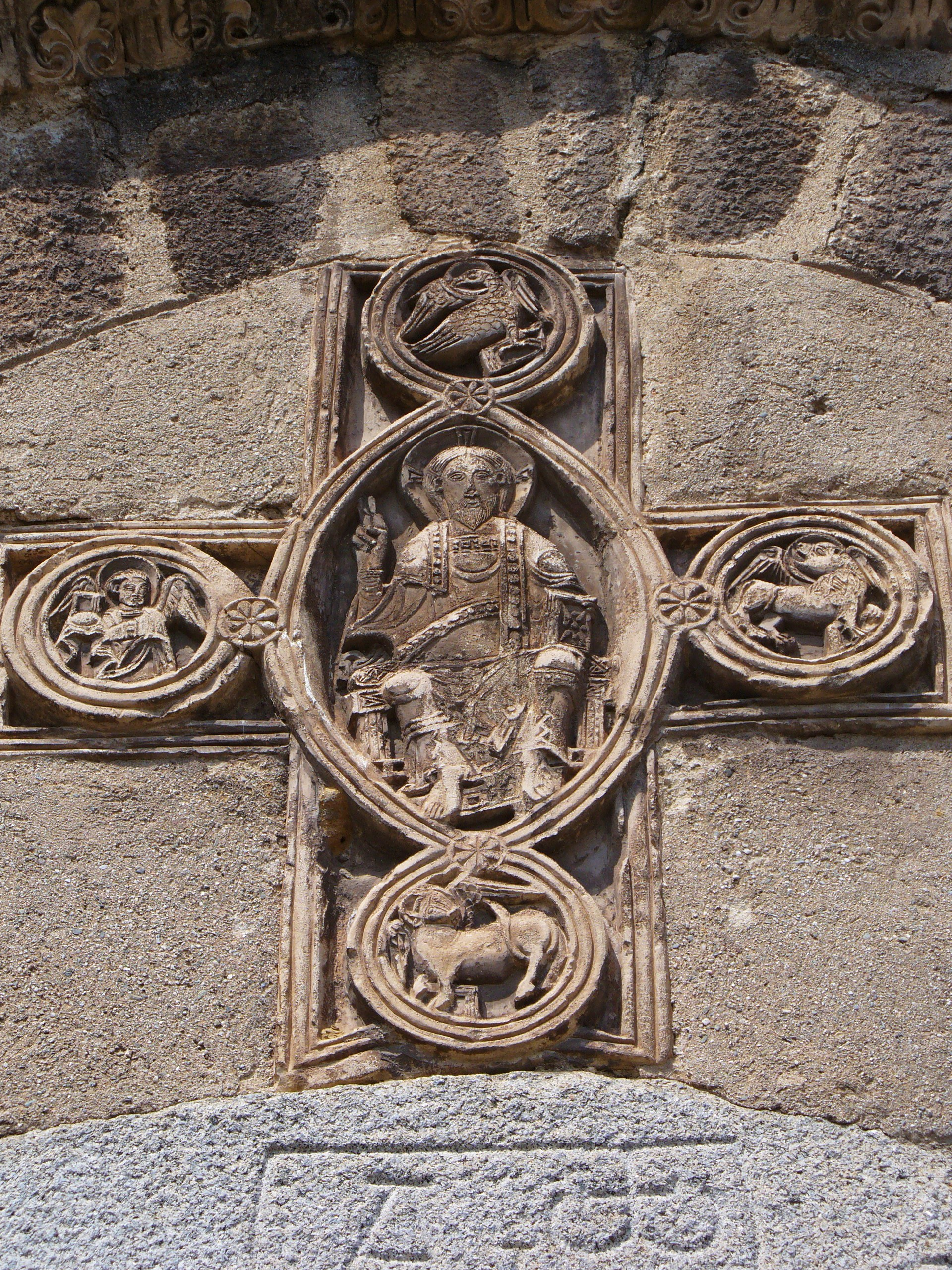
Relief an der Ostfassade
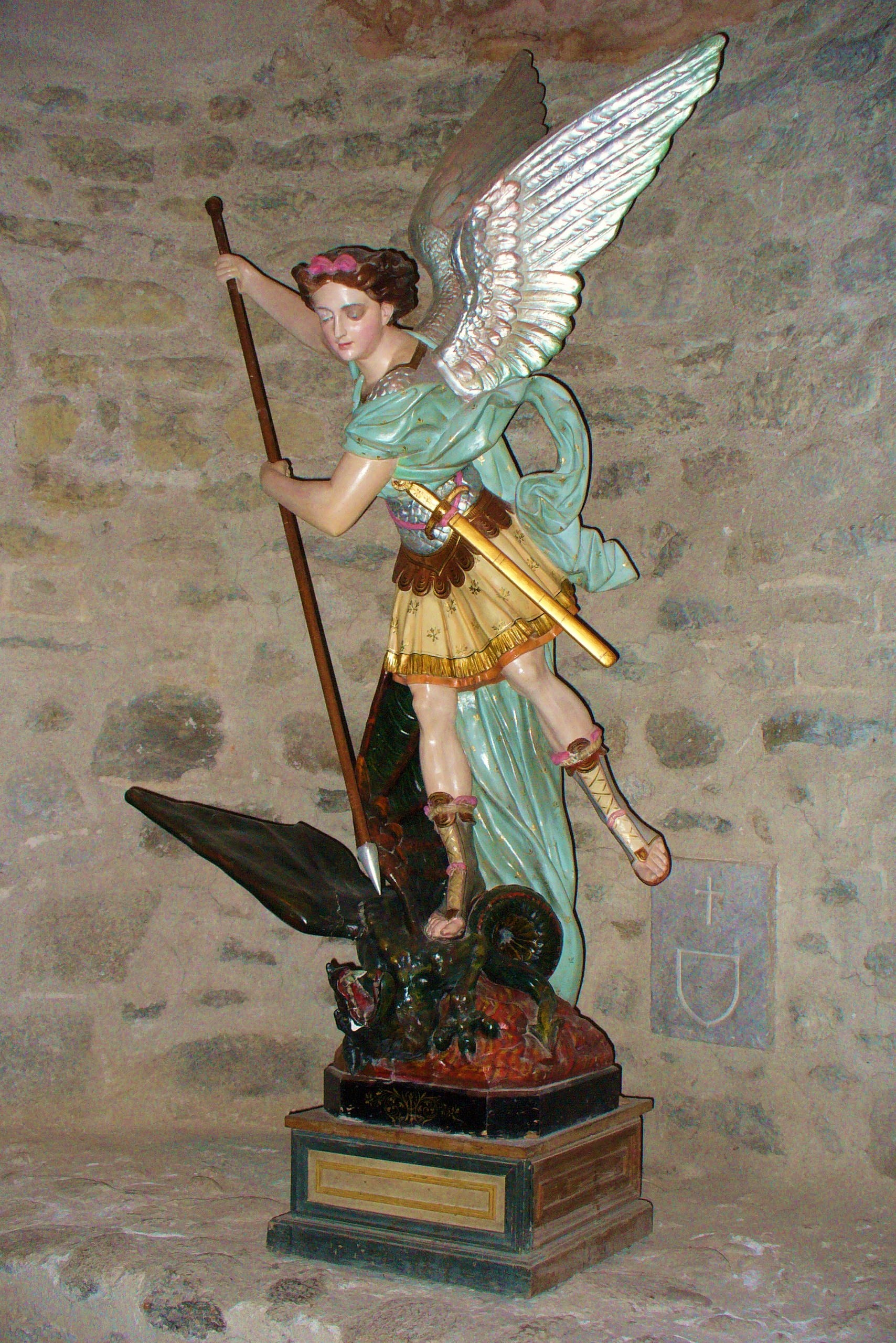
Statue des Erzengels Michael in der Abteikirche